# Alien Nation (série télévisée)
Pour les articles homonymes, voir Alien Nation.
Alien Nation est une série télévisée américaine de science-fiction en 22 épisodes de 45 minutes, créée par Rockne S. O'Bannon d'après le film homonyme (Futur immédiat, Los Angeles 1991 en français) de Graham Baker et diffusée entre le 18 septembre 1989 et le 7 mai 1990 sur le réseau Fox.
En France, la série a été diffusée à partir du 3 mars 2000 sur Série Club.

## Synopsis
En 1993. Il y a maintenant 5 ans, un vaisseau extra-terrestre s'écrasait dans le désert californien. À son bord, près de 250 000 aliens, esclaves qui ont raté leur destination, et qui gagnent vite leur liberté, profitant de l'accident. À présent, ceux que l'on appelle les Arrivants se sont mêlés aux humains, principalement à Los Angeles.

## Distribution
- Gary Graham : Matthew Sikes
- Eric Pierpoint (en) : George Francisco
- Michele Scarabelli (en) : Susan Francisco
- Lauren Woodland : Emily Francisco
- Sean Six (en) : Buck Francisco
- Terri Treas (en) : Cathy Franklin
- Jeff Marcus (en) : Albert Einstein
- Ron Fassler : Bryon Grazier
- Jenny Gago (en) : Beatrice Zepeda
- Jeff Doucette : Burns
- Lawrence Hilton-Jacobs : Dobbs
- Molly Morgan : Jill
- James Greene : Oncle Moodri

## Épisodes
1. Titre français inconnu (Pilot)
2. Titre français inconnu (Fountain of Youth)
3. Titre français inconnu (Little Lost Lamb)
4. Titre français inconnu (Fifteen with Wanda)
5. Titre français inconnu (The Takeover)
6. Titre français inconnu (The First Cigar)
7. Titre français inconnu (The Night of the Screams)
8. Titre français inconnu (Contact)
9. Titre français inconnu (Three to Tango)
10. Titre français inconnu (The Game)
11. Titre français inconnu (Chains of Love)
12. Titre français inconnu (The Red Room)
13. Titre français inconnu (Spirit of '95)
14. Titre français inconnu (Generation to Generation)
15. Titre français inconnu (Eyewitness News)
16. Titre français inconnu (Partners)
17. Titre français inconnu (Real Men)
18. Titre français inconnu (Crossing the Line)
19. Titre français inconnu (Rebirth)
20. Titre français inconnu (Gimme, Gimme)
21. Titre français inconnu (The Touch)
22. Titre français inconnu (Green Eyes)

### Téléfilms
- 1994 : Alien Nation: Dark Horizon (en)
- 1995 : Alien Nation: Body and Soul (en)
- 1996 : Alien Nation: Millennium (en)
- 1996 : Les Mutants (en) (Alien Nation: The Enemy Within)
- 1997 : Alien Nation: The Udara Legacy (en)